# Infinity on High
Infinity on High je čtvrté album Fall Out Boy, které vyšlo v roce 2007. Album následuje velmi úspěšné album z roku 2005 From Under the Cork Tree.

## Informace o albu
Vydání alba byla původně plánováno na konec roku 2006, ale nakonec zpěvák skupiny Patrick Stump uvedl v rozhovoru pro časopis Kerrang! datum vydání 5. února 2007.
Album ihned po vydání debutovalo na nejvyšší příčce nejprestižnější albové hitparády.
Název alba je převzat z dopisu Vincenta van Gogha z roku 1888, který adresoval jeho bratru Theovi. V dopise mu píše, že se cítí znovu zdráv a všechnu energii věnuje obrazům. Věta Be clearly aware of the stars and infinity on high. Then life seems almost enchanted after all inspirovala skupina k pojmenování alba.
Obal alba udělal Chuck Anderson, který už má na svědomí pár grafických přebalů alb.

## Singly
9. listopadu 2006 se objevil první klip k písni The Carpal Tunnel of Love. Klip je animovaný a objevil se pouze na internetu.
Prvním oficiálním singlem se stala píseň This Ain't a Scene, It's an Arm Race, která vyšla 12. ledna 2007 a stal se prozatím nejúspěšnějším singlem skupiny, ve všech prestižních hitparádách se dostal do první trojice umístěných.
Dalším singlem se stala píseň Thnks fr th Mmrs, která vyšla na konci března a opět se jí dařilo. Ve Velké Británii se dostala na 12. místo a v USA na 14.
Třetí singl je vyšel v červenci a stala se jím píseň The Take Over, The Breaks Over, ke které se natočil začátkem června videoklip.
9. ledna 2007 se album před svým vydáním dostalo na internet a baskytarista Peter Wentz řekl, že chtějí album kvůli tomuto úniku desky vydat o týden dříve, což se ale nakonec nestalo. Nicméně dodal, že ti, kteří si album zakoupí v originální verzi mohou zdarma stáhnout jejich EP album Leaked in London, což je záznam živého koncertu z 29. ledna 2007.

## Prodej a umístění
Album se ihned po vydání dostalo na první místo prodejního žebříčku a celkem se během prvního týdne prodalo v USA přes 260,000 kusů, ve druhém týdnu se prodalo 119,000, ve třetím 79 000 kusů. V následujícím týdnu album opustilo nejlepší trojici nejprodávanějších alb s 67,000 prodanými kusy, o týden později se prodalo 58,000 kusů. V šestém týdnu prodeje kleslo album na deváté místo a prodalo se 43,000 kusů.

## Seznam písní
| Číslo | Název                                                                      | Délka |
| ----- | -------------------------------------------------------------------------- | ----- |
| 1.    | Thriller                                                                   | 3:29  |
| 2.    | The Take Over, The Breaks Over                                             | 3:33  |
| 3.    | This Ain't Scene, It's an Arm Race                                         | 3:32  |
| 4.    | I'm Like A Lawyer With The Way I'm Always Trying To Get You Off (Me + You) | 3:31  |
| 5.    | Hum Hallelujah                                                             | 3:50  |
| 6..   | Golden                                                                     | 2:32  |
| 7.    | Thnks fr th Mmrs                                                           | 3:23  |
| 8.    | Don't You Know Who Think I Am                                              | 2:51  |
| 9.    | The (After) Life of the Party                                              | 3:21  |
| 10.   | The Carpal Tunnel of Love                                                  | 3:23  |
| 11.   | Bang the Doldrums                                                          | 3:31  |
| 12.   | Fame < Infamy                                                              | 3:06  |
| 13.   | You're Crashing, But You're No Wave                                        | 3:42  |
| 14.   | I've Got All This Ringing In My Ears And None On My Fingers                | 4:06  |
| 15.   | G.I.N.A.S.F.S.                                                             | 3:17  |
| 16.   | It's Hard to Say 'I Do', When I Don't                                      | 3:23  |

### Pracovní názvy písní
1. Car Crash Hearts (nyní Thriller)
2. Satisfaction (nyní The Take Over, The Breaks Over)
3. This Ain't A Scene, It's An Arms Race (nyní This Ain't a Scene, It's an Arms Race)
4. Me and You (nyní I'm Like A Lawyer with the Way I'm Always Trying to Get You Off (Me + You))
5. Hum Hallelujah
6. How Cruel (nyní Golden)
7. Thanks for the Memories (nyní Thnks fr th Mmrs)
8. Stitch Away (nyní The (After) Life of the Party)
9. Carpal Tunnel of Love (nyní The Carpal Tunnel of Love)
10. Yellow Checkered Cars (nyní Bang the Doldrums)
11. Better With A Pen (nyní Fame < Infamy)
12. Law And Order (nyní You're Crashing, But You're No Wave)
13. Truth Hurts Worse (nyní I've Got All This Ringing in my Ears and None on my Fingers)

## Verze
Ve Spojených státech vyšly dvě verze alba. Na jedné jsou digitální verze fotek a tarotů, ale neobsahuje žádné klipy nebo bonusy.
Píseň G.I.N.A.S.F.S (Gay Is Not a Synonym for Shitty) byla vydána v Americe, Británii, Japonsku, Austrálii a na Novém Zélandu.
Japonská verze alba obsahuje i píseň It's Hard to Say 'I Do', When I Don't.
V Brazílii je na albu jako bonus píseň Dance, Dance z desky From Under the Cork Tree, která právě v Brazílii zaznamenala velké úspěchy.
Na konci poslední písně na albu (ve všech verzích) se na konci ozve počítačový hlas Now press repeat (Nyní zmáčkni opakování)

## Singly
- This Ain't Scene, It's an Arm Race
- The Carpal Tunnel of Love
- Thnks fr th Mmrs
- The Take Over, The Breaks Over

## Zajímavosti
- V písni This Ain't Scene, It's an Arm Race (To není scéna, to jsou závody ve zbrojení) popisuje baskytarista/textař Peter Wentz svou frustraci z emo scény.
- Píseň Hum Hallelujah je o Wentzově pokusu o sebevraždu, i když v rozhovoru řekl, že se pokoušel o jiný pohled na svůj sebevražedný pokus

## Složení
- Andy Hurley – bubny
- Joe Trohman – Kytara/Vedlejší vokály
- Patrick Stump – Zpěv/Kytara
- Peter Wentz – Baskytara/Vedlejší vokály
- Jay-Z – Začátek a konec v písni Thriller
- Chad Gilbert – Kytarové sólo v The Take Over, The Breaks Over
- Ryan Ross – Kytarové sólo v The Take Over, The Breaks Over
- Butch Walker – Hostující vokál v písních You're Crashing, But You're No Wave, This Ain't a Scene, It's an Arms Race, Hum Hallelujah a Bang the Doldrums
- Sofia Toufa – Sborový vokál v písních This Ain't a Scene, It's an Arms Race, Hum Hallelujah a Bang the Doldrums
- Lindsey Blaufarb - Sborový vokál v písních This Ain't a Scene, It's an Arms Race, Hum Hallelujah a Bang the Doldrums
- Kennets Babyface Edmonds – Mandolína a Hammondovy varhany v písních Thnks fr the Mmrs a I'm Like A Lawyer with the Way I'm Always Trying to Get You Off (Me + You)
- Ken Wiley – Lesní roh
- Nick Lane – Basová trumpeta